# Otakar Vávra
Otakar Vávra (Hradec Králové, 28 de febrer de 1911 – Praga, 15 de setembre de 2011) fou un director de cinema, guionista i docent txec. És considerat el pare de la cinematografia txeca.

## El director
Nacido a Hradec Králové (aleshores Königgrätz) a Bohèmia sotmesa al control d'Àustria-Hongria, Vávra va freqüentar les universitats de Brno i Praga, estudiant arquitectura. Durant la república de Txecoslovàquia, entre 1929 i 1930, encara sent estudiant, va participar en la realització d'un parell de documentals i va escriure alguns guions. El 1931 va produir el seu film experimental Světlo proniká tmou (La llum penetra les tenebres). En 1936, va dirigir al costat d'Hugo Haas Velbloud uchem jehly (Un camell a través de l'ull d'una agulla). La primera pel·lícula que va dirigir ell només va ser Filosofská historie (Història filosòfica) el 1937.
El primer llargmetratge filmat exclusivament per Vávra va ser Cech panen Kutnohorských (El club de les noies), interpretat per Zorka Janů, germana de la cèlebre actriu Lída Baarová. Zorka Janů va actuar per a Vávra també en les produccions dels anys 1940 Podvod s Rubensem  i Pacientka Dr. Hegla, mentre la Baarová va treballar per a ell entre 1937 i 1941 en Panenství, Maskovana milenka i Dívka v modrém.
En 1947 Vávra va rodar Krakatit (a partir d'una novel·la de Karel Čapek); aquest film conté un fort missatge antibélico. Després de la presa del poder per part dels comunistas en 1948, Vávra es va adaptar a la nova situació i va produir pel·lícules que elogiaven al règim i llargmetratges èpics d'ambientació històrica que mantenien una interpretació oficial del passat. A mitjan 1960 produeix les seves pel·lícules més reconegudes, en 1965 Zlatá reneta (La reineta d'or) i en 1966 la seva obra més aclamada Romance pro křídlovku (Romanç per a clarí) basat en el poema líric de František Hrubín i concernent a un nefast romanç d'estiu entre dos joves amants de diferents orígens. Va guanyar el premi especial de plata al 5è Festival Internacional de Cinema de Moscou.
En 1968 va portar al cinema la novel·la de Václav Kaplický: Kladivo na čarodějnice (Una verge per a l'inquisidor), obra basada en el Malleus maleficarum, i Komediant. La pel·lícula Dny zrady (1973) va guanyar un diploma al 8è Festival Internacional de Cinema de Moscou. El 1979 fou membre del jurat a l'11è Festival Internacional de Cinema de Moscou.
Quan en 1989 el partit comunista va perdre el poder després de la Revolució de Vellut, les subvencions estatals per al cinema van ser suspeses i així el projecte del film històric Evropa tančila valčík (Europa ballava el vals), que Vávra estava realitzant, degué ser fortament redimensionat.

## El docent
En els anys 1950 Otakar Vávra, al costat d'altres directors txecoslovacs, va fundar la Facultat de Cinematografia de l'Escola de Cinema i Televisió de l'Acadèmia d'Arts Escèniques a Praga (Filmová Akademia muzických umění, FAMU), on va ensenyar durant més de mig segle (des de 1963 com a professor regular). Entre els seus alumnes hi hagué Miloš Forman, Věra Chytilová i el bosníac Emir Kusturica així com altres que en els anys 60 van prendre el nom de Nova Ona Txecoslovaca.

## Premis
Otakar Vávra és considerat el Pare de la cinematografia txeca. En 1965 va rebre la Conquilla d'Or per la seva obra Zlatá reneta. L'any 2001 li va ser assignat el premi Lleó Txec (Český lev) per la seva contribució a la cultura txeca i en el 2004 li va ser atorgada la Medalla al mèrit (Medaile za zásluhy) per part de la presidència de la República.

## Característiques de la seva obra
Com en el cas d'altres grans cineastes d'Europa Central i d'Europa Oriental del segle xx, les seves obres es caracteritzen per la sobrietat de mitjans i recursos (moltes de les seves principals pel·lícules són en blanc i negre), amb personatges excepcionalment construïts i amb una sobrietat actoral en la qual s'eviten les poses i les sobreactuacions mentre que es ressalta el natural i l'intimisme; també és característica de la seva obra l'evitar caure al "cinema entreteniment" per a mantenir-se al cinema art amb un fort contingut reflexiu filosòfic (La reineta d'or, per exemple, és la nostàlgica cerca d'un bell instant ocorregut en la joventut i "que en algun lloc sempre s'ha de poder retrobar", encara que el real és contrari al desig).

## Filmografia
- 1931 Světlo proniká tmou
- 1934 Žijeme v Praze
- 1935 Listopad
- 1936 Tri muzi ve snehu
- 1936 Velbloud uchem jehly
- 1937 Panenství
- 1937 Filosofská historie
- 1938 Na 100%
- 1938 Cech panen kutnohorských
- 1939 Humoreska
- 1939 Kouzelný dům
- 1939 Dívka v modrém
- 1940 Pohádka máje
- 1940 Podvod s Rubensem
- 1940 Pacientka Dr. Hegla
- 1940 Maskovaná milenka
- 1941 Turbina
- 1942 Přijdu hned
- 1942 Okouzlená
- 1943 Šťastnou cestu
- 1945 Vlast vítá
- 1945 Rozina sebranec
- 1946 Nezbedný bakalář
- 1946 Cesta k barikádám
- 1947 Předtucha
- 1948 Krakatit
- 1949 Němá barikáda
- 1949 Láska
- 1953 Nástup
- 1954 Jan Hus
- 1955 Jan Žižka
- 1957 Proti všem
- 1958 Občan Brych
- 1959 První parta
- 1960 Srpnová neděle
- 1960 Policejní hodina
- 1961 Noční host
- 1962 Horoucí srdce
- 1965 Zlatá reneta
- 1967 Romance pro křídlovku
- 1968 Třináctá komnata
- 1969 Kladivo na čarodějnice
- 1973 Dny zrady
- 1974 Sokolovo
- 1976 Osvobození Prahy
- 1977 Příběh lásky a cti
- 1980 Temné slunce
- 1983 Putování Jana Ámose
- 1984 Komediant
- 1985 Veronika
- 1985 Oldřich a Božena
- 1989 Evropa tančila valčík
- 2003 Moje Praha